# 鄞江

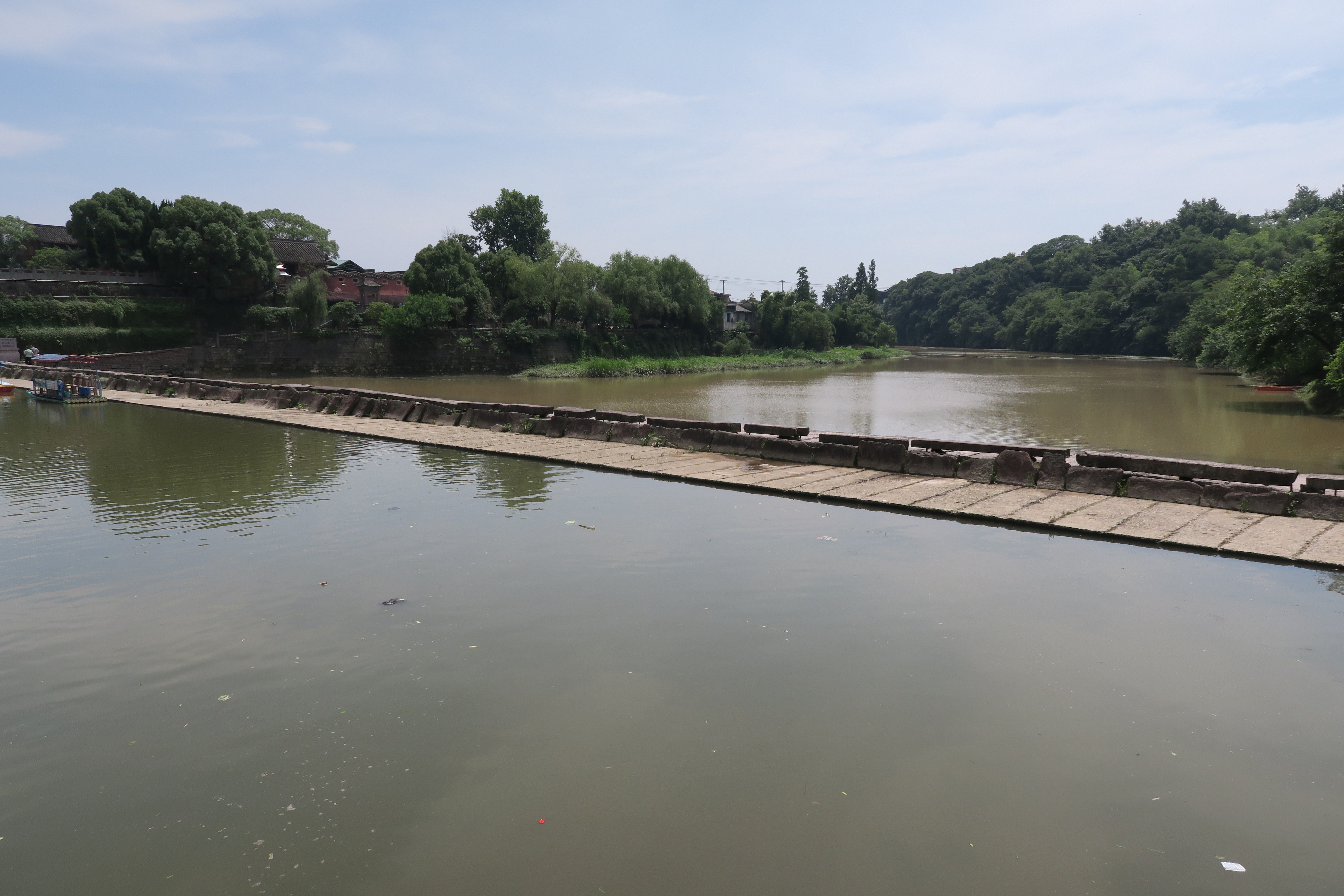
它山堰

鄞江，位于中华人民共和国浙江省北部的一条河流，是奉化江左岸支流，上游称大皎溪，发源于余姚市四明山镇平莲村委会莲花村以南的双冈岭，向东北流经幸福水库、水家畈水库、茶培水库、大横山水库、榧树潭水库、周公宅水库等地后注入宁波市海曙区皎口水库，干流出库后称樟溪河，向东南流经海曙区章水镇、龙观乡，过它山堰后始称鄞江，之后干流向东流经鄞江镇和洞桥镇，于石碶街道横涨村谢家馋汇入奉化江。河长69.4千米，流域面积348方千米。位于下游鄞江镇它山堰村的它山堰，兴建于唐文宗大和七年（833年），是浙江省灌溉面积最大的古代水利工程。